# Subdivisões de Marrocos
A administração territorial de Marrocos está organizada de forma descentralizada e desconcentrada num sistema complexo. Segundo as reformas administrativas de 1997 e 2015, que determinou a descentralização da administração de Marrocos, o país está dividido segundo três níveis administrativos:
- 12 regiões, administradas por um conselho regional que é eleito por sufrágio direto a cada seis anos.
- 62 províncias e 13 prefeituras (estas últimas são o equivalente urbano das primeiras), dirigidas por um váli.[1]
- 1 503 comunas, 221 urbanas e 1 282 rurais. As comunas estão agrupadas em caïdats e estes em círculos (cercles ou distritos).[1] Em algumas áreas metropolitanas, há ainda subdivisões de 4º nível, os arrondissements (bairros, freguesias ou distritos urbanos).[carece de fontes?]

## Regiões
Antes de 1997, Marrocos estava dividido em sete regiões: Central, Leste, Centro-Norte, Noroeste, Centro-Sul, Sudeste e Tensift. Nesse ano foi adotada um novo esquema de divisão por regiões, passando a existir 16 regiões. Em janeiro de 2010 o rei de Marrocos criou a Comissão Consultiva da Regionalização (CCR), com a missão de estudar um modelo de regionalização no país que «promova a participação dos cidadãos e fortaleça a democracia e a descentralização para promover o desenvolvimento económico, social e cultural e ajude a modernizar as estruturas do Estado e a melhorar a governança territorial». Os trabalhos dessa comissão resultaram numa reforma administrativa, que restruturou a organização administrativa territorial do país.
Essa reforma foi aprovada no início de 2015, passando a existir 12 divisões administrativas de primeiro nível, designadas regiões, que são administradas por uma estrutura de governo regional. Essa estrutura é composta por um conselho regional, composto 33 a 75 membros (o número depende da população da região) que são eleitos por sufrágio direto dos eleitores da região para mandatos de seis anos. As sessões plenárias dos conselhos regionais têm a presença do uáli (governador e representante do poder central) ou de um seu delegado. O poder executivo é exercido por presidentes regionais, que são eleitos pelos conselhos regionais.[carece de fontes?]

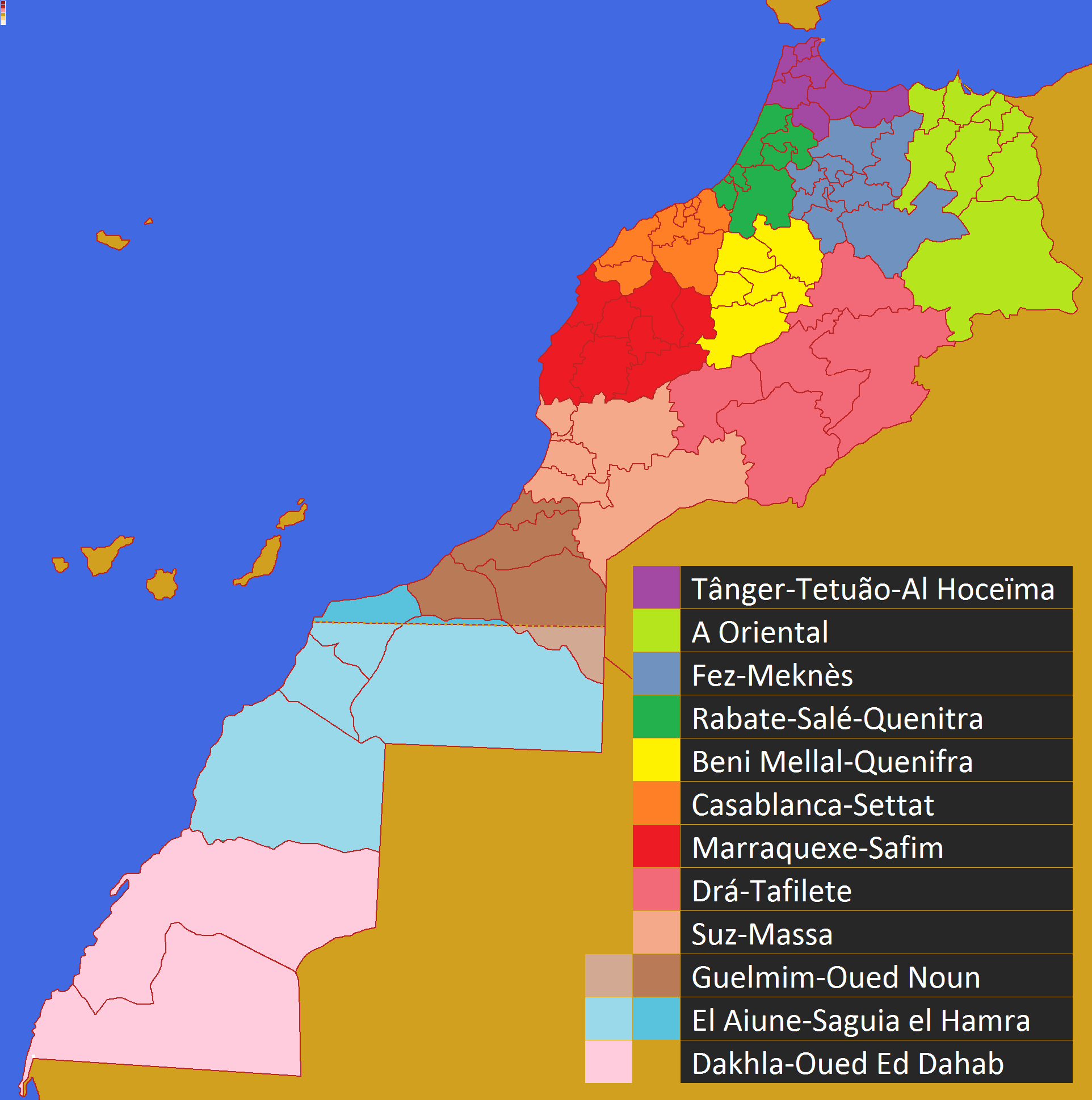
Divisão de Marrocos por Região e por Província/Prefeitura conforme a reforma admistrativa de 2015, com o Saara Ocidental incluído.

| Região Capital                        | Prefeituras          | Províncias       |
| ------------------------------------- | -------------------- | ---------------- |
| Tânger-Tetuão-Al Hoceïma Tânger       | Tânger-Azilal        | Tetuão           |
| Tânger-Tetuão-Al Hoceïma Tânger       | M'diq-Fnideq         | Fahs-Anjra       |
| Tânger-Tetuão-Al Hoceïma Tânger       | Larache              |                  |
| Tânger-Tetuão-Al Hoceïma Tânger       | Al Hoceima           |                  |
| Tânger-Tetuão-Al Hoceïma Tânger       | Xexuão               |                  |
| Tânger-Tetuão-Al Hoceïma Tânger       | Ouezzane             |                  |
| Oriental Ujda                         | Ujda-Angad           | Nador            |
| Oriental Ujda                         | Driouch              |                  |
| Oriental Ujda                         | Jerada               |                  |
| Oriental Ujda                         | Berkane              |                  |
| Oriental Ujda                         | Taourirt             |                  |
| Oriental Ujda                         | Guercif              |                  |
| Oriental Ujda                         | Figuigue             |                  |
| Fez-Meknès Fez                        | Fez                  | Taza             |
| Fez-Meknès Fez                        | Meknès               | El Hajeb         |
| Fez-Meknès Fez                        | Ifrane               |                  |
| Fez-Meknès Fez                        | Moulay Yaâcoub       |                  |
| Fez-Meknès Fez                        | Séfrou               |                  |
| Fez-Meknès Fez                        | Boulemane            |                  |
| Fez-Meknès Fez                        | Taounate             |                  |
| Rabate-Salé-Quenitra Rabat            | Rabat                | Quenitra         |
| Rabate-Salé-Quenitra Rabat            | Salé                 | Khémisset        |
| Rabate-Salé-Quenitra Rabat            | Skhirate-Témara      | Sidi Kacem       |
| Rabate-Salé-Quenitra Rabat            | Sidi Slimane         |                  |
| Beni Mellal-Quenifra Beni Mellal      |                      | Beni Mellal      |
| Beni Mellal-Quenifra Beni Mellal      | Azilal               |                  |
| Beni Mellal-Quenifra Beni Mellal      | Fquih Ben Salah      |                  |
| Beni Mellal-Quenifra Beni Mellal      | Khénifra             |                  |
| Beni Mellal-Quenifra Beni Mellal      | Khouribga            |                  |
| Casablanca-Settat Casablanca          | Casablanca           | El Jadida        |
| Casablanca-Settat Casablanca          | Mohammedia           | Nouaceur         |
| Casablanca-Settat Casablanca          | Médiouna             |                  |
| Casablanca-Settat Casablanca          | Benslimane           |                  |
| Casablanca-Settat Casablanca          | Berrechid            |                  |
| Casablanca-Settat Casablanca          | Settat               |                  |
| Casablanca-Settat Casablanca          | Sidi Bennour         |                  |
| Marraquexe-Safim Marraquexe           | Marraquexe           | Chichaoua        |
| Marraquexe-Safim Marraquexe           | Al Haouz             |                  |
| Marraquexe-Safim Marraquexe           | El Kelaa des Sraghna |                  |
| Marraquexe-Safim Marraquexe           | Essaouira            |                  |
| Marraquexe-Safim Marraquexe           | Rehamna              |                  |
| Marraquexe-Safim Marraquexe           | Safim                |                  |
| Marraquexe-Safim Marraquexe           | Youssoufia           |                  |
| Drá-Tafilete Errachidia               |                      | Errachidia       |
| Drá-Tafilete Errachidia               | Uarzazate            |                  |
| Drá-Tafilete Errachidia               | Midelt               |                  |
| Drá-Tafilete Errachidia               | Tinghir              |                  |
| Drá-Tafilete Errachidia               | Zagora               |                  |
| Suz-Massa Agadir                      | Agadir Ida-Outanane  | Chtouka-Aït Baha |
| Suz-Massa Agadir                      | Inezgane-Aït Melloul | Tarudante        |
| Suz-Massa Agadir                      | Tiznit               |                  |
| Suz-Massa Agadir                      | Tata                 |                  |
| Guelmim-Oued Noun [‡] Guelmim         |                      | Guelmim          |
| Guelmim-Oued Noun [‡] Guelmim         | Assa-Zag             |                  |
| Guelmim-Oued Noun [‡] Guelmim         | Tan-Tan              |                  |
| Guelmim-Oued Noun [‡] Guelmim         | Sidi Ifni            |                  |
| El Aiune-Saguia el Hamra [‡] El Aiune |                      | El Aiune         |
| El Aiune-Saguia el Hamra [‡] El Aiune | Bojador              |                  |
| El Aiune-Saguia el Hamra [‡] El Aiune | Tarfaya              |                  |
| El Aiune-Saguia el Hamra [‡] El Aiune | Smara                |                  |
| Dakhla-Oued Ed Dahab [‡] Dakhla       |                      | Oued Ed Dahab    |
| Dakhla-Oued Ed Dahab [‡] Dakhla       | Aousserd             |                  |

[‡] ^ As regiões assinaladas com ‡ fazem parte, total ou parcialmente, do Saara Ocidental, um território onde a legitimidade da administração marroquina não é reconhecida por muitos países nem pela Organização das Nações Unidas.

## Províncias e prefeituras
| Nome                      | Tipo       | População (2004) | Capital              | Região (pós-2015) (1997–2015)    |
| ------------------------- | ---------- | ---------------- | -------------------- | -------------------------------- |
| Benslimane                | Província  | 199 612          | Benslimane           | Casablanca-Settat                |
| Benslimane                | Província  | 199 612          | Benslimane           | Chaouia-Ouardigha                |
| Berrechid                 | Província  | 362 751          | Berrechid            | Casablanca-Settat                |
| Berrechid                 | Província  | 362 751          | Berrechid            | Chaouia-Ouardigha                |
| Khouribga                 | Província  | 499 144          | Khouribga            | Beni Mellal-Quenifra             |
| Khouribga                 | Província  | 499 144          | Khouribga            | Chaouia-Ouardigha                |
| Settat                    | Província  | 956 904          | Settat               | Casablanca-Settat                |
| Settat                    | Província  | 956 904          | Settat               | Chaouia-Ouardigha                |
| El Jadida                 | Província  | 1 103 032        | El Jadida            | Casablanca-Settat                |
| El Jadida                 | Província  | 1 103 032        | El Jadida            | Doukkala-Abda                    |
| Safim                     | Província  | 881 007          | Safim                | Marraquexe-Safim                 |
| Safim                     | Província  | 881 007          | Safim                | Doukkala-Abda                    |
| Sidi Bennour              | Província  | [§]              | Sidi Bennour         | Casablanca-Settat                |
| Sidi Bennour              | Província  | [§]              | Sidi Bennour         | Doukkala-Abda                    |
| Youssoufia                | Província  | [§]              | Youssoufia           | Marraquexe-Safim                 |
| Youssoufia                | Província  | [§]              | Youssoufia           | Doukkala-Abda                    |
| Boulemane                 | Província  | 185 110          | Boulemane            | Fez-Meknès                       |
| Boulemane                 | Província  | 185 110          | Boulemane            | Fez-Boulemane                    |
| Fez                       | Prefeitura | 977 946          | Fez                  | Fez-Meknès                       |
| Fez                       | Prefeitura | 977 946          | Fez                  | Fez-Boulemane                    |
| Sefru                     | Província  | 259 577          | Sefru                | Fez-Meknès                       |
| Sefru                     | Província  | 259 577          | Sefru                | Fez-Boulemane                    |
| Moulay Yacoub             | Prefeitura | 150 422          | Fez                  | Fez-Meknès                       |
| Moulay Yacoub             | Prefeitura | 150 422          | Fez                  | Fez-Boulemane                    |
| Quenitra                  | Província  | 1 167 301        | Quenitra             | Rabate-Salé-Quenitra             |
| Quenitra                  | Província  | 1 167 301        | Quenitra             | Gharb-Chrarda-Beni Hssen         |
| Sidi Kacem                | Província  | 692 239          | Sidi Kacem           | Rabate-Salé-Quenitra             |
| Sidi Kacem                | Província  | 692 239          | Sidi Kacem           | Gharb-Chrarda-Beni Hssen         |
| Sidi Slimane (pop. 2010)  | Província  | 292 877          | Sidi Slimane         | Beni Mellal-Quenifra             |
| Sidi Slimane (pop. 2010)  | Província  | 292 877          | Sidi Slimane         | Gharb-Chrarda-Beni Hssen         |
| Casablanca                | Prefeitura | 2 949 805        | Casablanca           | Casablanca-Settat                |
| Casablanca                | Prefeitura | 2 949 805        | Casablanca           | Grande Casablanca                |
| Mediouna                  | Província  | 122 851          | Mediouna             | Casablanca-Settat                |
| Mediouna                  | Província  | 122 851          | Mediouna             | Grande Casablanca                |
| Mohammedia                | Prefeitura | 322 286          | Mohammedia           | Casablanca-Settat                |
| Mohammedia                | Prefeitura | 322 286          | Mohammedia           | Grande Casablanca                |
| Nouaceur                  | Província  | 236 119          | Nouaceur             | Casablanca-Settat                |
| Nouaceur                  | Província  | 236 119          | Nouaceur             | Grande Casablanca                |
| Assa-Zag                  | Província  | 43 535           | Assa                 | Guelmim-Oued Noun                |
| Assa-Zag                  | Província  | 43 535           | Assa                 | Guelmim-Es Semara                |
| Es-Semara [‡]             | Província  | 60 426           | Es-Semara            | El Aiune-Saguia el Hamra         |
| Es-Semara [‡]             | Província  | 60 426           | Es-Semara            | Guelmim-Es Semara                |
| Guelmin                   | Província  | 166 685          | Guelmim              | Guelmim-Oued Noun                |
| Guelmin                   | Província  | 166 685          | Guelmim              | Guelmim-Es Semara                |
| Tata                      | Província  | 121 618          | Tata                 | Suz-Massa                        |
| Tata                      | Província  | 121 618          | Tata                 | Guelmim-Es Semara                |
| Tan-Tan                   | Província  | 70 146           | Tan-Tan              | Guelmim-Oued Noun                |
| Tan-Tan                   | Província  | 70 146           | Tan-Tan              | Guelmim-Es Semara                |
| Bojador [‡]               | Província  | 46 129           | Bojador              | El Aiune-Saguia el Hamra         |
| Bojador [‡]               | Província  | 46 129           | Bojador              | El Aiune–Bojador–Saguia el Hamra |
| El Aiune [‡]              | Província  | 210 023          | El Aiune             | El Aiune-Saguia el Hamra         |
| El Aiune [‡]              | Província  | 210 023          | El Aiune             | El Aiune–Bojador–Saguia el Hamra |
| Tarfaya [‡]               | Província  | [§]              | Tarfaya              | El Aiune-Saguia el Hamra         |
| Tarfaya [‡]               | Província  | [§]              | Tarfaya              | El Aiune–Bojador–Saguia el Hamra |
| Al Haouz                  | Província  | 484 312          | Tahannaout           | Marraquexe-Safim                 |
| Al Haouz                  | Província  | 484 312          | Tahannaout           | Marraquexe-Tensift-Al Haouz      |
| Chichaoua                 | Província  | 339 818          | Chichaoua            | Marraquexe-Safim                 |
| Chichaoua                 | Província  | 339 818          | Chichaoua            | Marraquexe-Tensift-Al Haouz      |
| El Kelaa des Sraghna      | Província  | 754 705          | El Kelaa des Sraghna | Marraquexe-Safim                 |
| El Kelaa des Sraghna      | Província  | 754 705          | El Kelaa des Sraghna | Marraquexe-Tensift-Al Haouz      |
| Essaouira                 | Província  | 452 979          | Essaouira            | Marraquexe-Safim                 |
| Essaouira                 | Província  | 452 979          | Essaouira            | Marraquexe-Tensift-Al Haouz      |
| Marraquexe                | Prefeitura | 1 070 838        | Marraquexe           | Marraquexe-Safim                 |
| Marraquexe                | Prefeitura | 1 070 838        | Marraquexe           | Marraquexe-Tensift-Al Haouz      |
| Rehamna                   | Província  | 288 437          | Ben Guerir           | Marraquexe-Safim                 |
| Rehamna                   | Província  | 288 437          | Ben Guerir           | Marraquexe-Tensift-Al Haouz      |
| El Hajeb                  | Província  | 216 388          | El Hajeb             | Fez-Meknès                       |
| El Hajeb                  | Província  | 216 388          | El Hajeb             | Meknès-Tafilalet                 |
| Errachidia                | Província  | 556 612          | Errachidia           | Drá-Tafilete                     |
| Errachidia                | Província  | 556 612          | Errachidia           | Meknès-Tafilalet                 |
| Ifrane                    | Província  | 143 380          | Ifrane               | Fez-Meknès                       |
| Ifrane                    | Província  | 143 380          | Ifrane               | Meknès-Tafilalet                 |
| Quenifra                  | Província  | 511 538          | Quenifra             | Beni Mellal-Quenifra             |
| Quenifra                  | Província  | 511 538          | Quenifra             | Meknès-Tafilalet                 |
| Meknès                    | Prefeitura | 713 609          | Meknès               | Fez-Meknès                       |
| Meknès                    | Prefeitura | 713 609          | Meknès               | Meknès-Tafilalet                 |
| Midelt                    | Província  | 256 593          | Midelt               | Drá-Tafilete                     |
| Midelt                    | Província  | 256 593          | Midelt               | Meknès-Tafilalet                 |
| Aousserd                  | Província  | 20 513           | Aousserd ou Lagouira | Dakhla-Oued Ed Dahab             |
| Aousserd                  | Província  | 20 513           | Aousserd ou Lagouira | Oued Ed-Dahab-Lagouira           |
| Oued Ed-Dahab             | Província  | 78 854           | Dakhla               | Dakhla-Oued Ed Dahab             |
| Oued Ed-Dahab             | Província  | 78 854           | Dakhla               | Oued Ed-Dahab-Lagouira           |
| Berkane                   | Província  | 270 328          | Berkane              | A Oriental                       |
| Berkane                   | Província  | 270 328          | Berkane              | A Oriental                       |
| Driouch                   | Província  | 222 897          | Driouch              | A Oriental                       |
| Driouch                   | Província  | 222 897          | Driouch              | A Oriental                       |
| Figuigue                  | Província  | 129 430          | Figuigue             | A Oriental                       |
| Figuigue                  | Província  | 129 430          | Figuigue             | A Oriental                       |
| Jerada                    | Província  | 105 840          | Jerada               | A Oriental                       |
| Jerada                    | Província  | 105 840          | Jerada               | A Oriental                       |
| Nador                     | Província  | 728 634          | Nador                | A Oriental                       |
| Nador                     | Província  | 728 634          | Nador                | Oriental                         |
| Ujda-Angad                | Prefeitura | 477 100          | Ujda                 | A Oriental                       |
| Ujda-Angad                | Prefeitura | 477 100          | Ujda                 | Oriental                         |
| Taourirt                  | Província  | 206 762          | Taourirt             | A Oriental                       |
| Taourirt                  | Província  | 206 762          | Taourirt             | A Oriental                       |
| Khemisset                 | Província  | 521 815          | Khemisset            | Rabate-Salé-Quenitra             |
| Khemisset                 | Província  | 521 815          | Khemisset            | Rabat-Salé-Zemmour-Zaer          |
| Rabat                     | Prefeitura | 627 932          | Rabat                | Rabate-Salé-Quenitra             |
| Rabat                     | Prefeitura | 627 932          | Rabat                | Rabat-Salé-Zemmour-Zaer          |
| Salé                      | Prefeitura | 823 485          | Salé                 | Rabate-Salé-Quenitra             |
| Salé                      | Prefeitura | 823 485          | Salé                 | Rabat-Salé-Zemmour-Zaer          |
| Skhirate-Témara           | Prefeitura | 393 262          | Temara               | Rabate-Salé-Quenitra             |
| Skhirate-Témara           | Prefeitura | 393 262          | Temara               | Rabat-Salé-Zemmour-Zaer          |
| Agadir Ida-Outanane       | Prefeitura | 487 954          | Agadir               | Suz-Massa                        |
| Agadir Ida-Outanane       | Prefeitura | 487 954          | Agadir               | Souss-Massa-Drâa                 |
| Chtouka-Aït Baha          | Província  | 297 245          | Biougra              | Suz-Massa                        |
| Chtouka-Aït Baha          | Província  | 297 245          | Biougra              | Souss-Massa-Drâa                 |
| Inezgane-Aït Melloul      | Prefeitura | 419 614          | Inezgane             | Suz-Massa                        |
| Inezgane-Aït Melloul      | Prefeitura | 419 614          | Inezgane             | Souss-Massa-Drâa                 |
| Uarzazate                 | Província  | 499 980          | Uarzazate            | Drá-Tafilete                     |
| Uarzazate                 | Província  | 499 980          | Uarzazate            | Souss-Massa-Drâa                 |
| Tarudante                 | Província  | 780 661          | Tarudante            | Suz-Massa                        |
| Tarudante                 | Província  | 780 661          | Tarudante            | Souss-Massa-Drâa                 |
| Sidi Ifni                 | Província  | 127 781          | Sidi Ifni            | Guelmim-Oued Noun                |
| Sidi Ifni                 | Província  | 127 781          | Sidi Ifni            | Souss-Massa-Drâa                 |
| Tinghir                   | Província  | 284 277          | Tinghir              | Drá-Tafilete                     |
| Tinghir                   | Província  | 284 277          | Tinghir              | Souss-Massa-Drâa                 |
| Tiznit                    | Província  | 344 831          | Tiznit               | Suz-Massa                        |
| Tiznit                    | Província  | 344 831          | Tiznit               | Souss-Massa-Drâa                 |
| Zagora                    | Província  | 283 368          | Zagora               | Drá-Tafilete                     |
| Zagora                    | Província  | 283 368          | Zagora               | Souss-Massa-Drâa                 |
| Azilal                    | Província  | 504 501          | Kasba Tadla          | Beni Mellal-Quenifra             |
| Azilal                    | Província  | 504 501          | Kasba Tadla          | Tédula-Azilal                    |
| Beni Mellal               | Província  | 946 018          | Beni Mellal          | Beni Mellal-Quenifra             |
| Beni Mellal               | Província  | 946 018          | Beni Mellal          | Tédula-Azilal                    |
| Fquih Ben Salah           | Província  | 457 513          | Fquih Ben Salah      | Beni Mellal-Quenifra             |
| Fquih Ben Salah           | Província  | 457 513          | Fquih Ben Salah      | Tédula-Azilal                    |
| Fahs-Anjra                | Prefeitura | 97 295           | ?                    | Tânger-Tetuão-Al Hoceima         |
| Fahs-Anjra                | Prefeitura | 97 295           | ?                    | Tânger-Tetuão                    |
| Larache                   | Província  | 472 386          | Larache              | Tânger-Tetuão-Al Hoceima         |
| Larache                   | Província  | 472 386          | Larache              | Tânger-Tetuão                    |
| M'diq-Fnideq              | Prefeitura | 95 681           | M'diq                | Tânger-Tetuão-Al Hoceima         |
| M'diq-Fnideq              | Prefeitura | 95 681           | M'diq                | Tânger-Tetuão                    |
| Ouezzane (pop. est. 2008) | Província  | 307 083          | Ouezzane             | Tânger-Tetuão-Al Hoceima         |
| Ouezzane (pop. est. 2008) | Província  | 307 083          | Ouezzane             | Tânger-Tetuão                    |
| Tânger-Arzila             | Prefeitura | 762 583          | Tânger               | Tânger-Tetuão-Al Hoceima         |
| Tânger-Arzila             | Prefeitura | 762 583          | Tânger               | Tânger-Tetuão                    |
| Tetuão                    | Província  | 613 506          | Tetuão               | Tânger-Tetuão-Al Hoceima         |
| Tetuão                    | Província  | 613 506          | Tetuão               | Tânger-Tetuão                    |
| Xexuão                    | Província  | 524 602          | Xexuão               | Tânger-Tetuão-Al Hoceima         |
| Xexuão                    | Província  | 524 602          | Xexuão               | Tânger-Tetuão                    |
| Al Hoceima                | Província  | 395 644          | Al Hoceima           | Fez-Meknès                       |
| Al Hoceima                | Província  | 395 644          | Al Hoceima           | Taza-Al Hoceima-Taounate         |
| Guercif                   | Província  | 128 282          | Guercif              | A Oriental                       |
| Guercif                   | Província  | 128 282          | Guercif              | Taza-Al Hoceima-Taounate         |
| Taounate                  | Província  | 668 232          | Taounate             | Fez-Meknès                       |
| Taounate                  | Província  | 668 232          | Taounate             | Taza-Al Hoceima-Taounate         |
| Taza                      | Província  | 743 237          | Taza                 | Fez-Meknès                       |
| Taza                      | Província  | 743 237          | Taza                 | Taza-Al Hoceima-Taounate         |

[§] ^  Províncias não existentes à data do censo.

## Wilayas
Além das comunas e prefeituras, em algumas áreas urbanas há ainda outra entidade administrativa com funções de coordenação, as wilayas (vilaietes), um termo que também é aplicado oficialmente às regiões e até a províncias e prefeituras. As wilayas podem reunir várias prefeituras ou comunas e destinam-se a «dotar grandes unidades urbanas, como Casablanca, com uma organização administrativa capaz de atender às necessidades que surgem nessas cidades em expansão.»